# اوروسلانی
اوروسلانی (به مجاری: Oroszlány) در کوماروم-استرگوم در کشور مجارستان واقع شده‌است. جمعیت این شهر ۱۸٫۱۷۱ نفر است.